# Ange-Jean Guépin
Ne doit pas être confondu avec Ange Guépin.
Ange-Jean Guépin, né le 16 octobre 1866 à Bordeaux et mort le 27 février 1954 à Cannes, est un médecin français.

## Biographie
Petit-fils d’Ange Guépin, fils d’un oculiste, qui était conseiller municipal de Bordeaux en 1873, Guépin a fait ses études de médecine à Paris, où il est devenu interne des hôpitaux et reçu docteur en 1894. En urologie, on lui doit notamment la « compression digitale de Reliquet et Guépin ».
Chevalier de la Légion d’honneur depuis le 31 décembre 1906, il a été élevé au grade d’officier le 9 janvier 1914.

## Publications
- Exposé des principaux travaux scientifiques de A.-J. Guépin, Paris, Chaix, 1898, in-8°, 46 p.
- Exposé des principaux travaux scientifiques de A.-J. Guépin, Paris, F. Alcan, 1914, in-8°, 72 p.
- Exposé des principaux travaux scientifiques du Dr A.-J. Guépin, 1914.
- Recherches personnelles pour servir à l’étude de la gonococcie, 1933.
- De la colique spermatique, 1894, in-4 °.
- La Méthode conservatrice dans le traitement de l’hypertrophie prostatique, Paris, Vigot frères, in-8°, 5 p.
- De la colique spermatique, Paris, G. Steinheil, 1894, in-8°, 48 p.
- Compression digitale de la prostate, mars 1898, 1898, in-8°, 8 p.
- « Pourquoi peut guérir l’hypertrophie sénile de la prostate », communication au Congrès de Québec, août 1898, in-8°, 3 p.
- Siphilome général, double névrite optique, considérations générales sur les névrites et les atrophies optiques, Clermont, Daix frères, 1893, 14 p. ; in-8°.
- Le Traitement du rhumatisme blennorrhagique, Paris, bureaux du Progrès médical, 1902, in-8°, 23 p.
- Prostatectomie précoce, ou Traitement conservateur dans l’hypertrophie sénile de la prostate, mémoire à l’Académie des sciences, séance du 2 décembre 1912, Paris, l’Émancipatrice, 1913, in-16, 14 p.
- Des inconvénients et des dangers du sublimé corrosif dans les voies urinaires, Académie de médecine, séance du 19 janvier 1904, in-4°, 4 p. non ch., lire en ligne sur Gallica.
- Faux rétrécissements de l’urètre, avec Émile Reliquet, Paris, F. Alcan, 1893, 1 vol. (46 p.) ; in-8°, lire en ligne sur Gallica.
- Le Traitement de l’hypertrophie sénile de la prostate, Paris, F. Alcan, 1905, in-16, IX-141 p.
- Les Porteurs de germes blennorrhagiques, [s.n.], 4 ff. non ch. ; in-8°, lire en ligne sur Gallica.
- Historique du massage de la prostate, Académie de médecine, 23 octobre 1906, Paris, F. Alcan, 1906, in-16, 15 p., lire en ligne sur Gallica.
- L’Hypertrophie sénile de la prostate, Paris, Vigot frères, 1900, in-8°, 158 p., lire en ligne sur Gallica.
- Les Glandes de l’urèthre, étude chimique et pathologique, avec Émile Reliquet, Paris, L. Bataille, 1894-1895, 2 vol. in-8°, lire en ligne sur Gallica.
- Œuvres complètes du Dr É. Reliquet, réunies et publiées par A. Guépin, éd., Paris, L. Bataille, 1895, 5 vol. in-8°.